# 狂科学ハンターREI
『狂科学ハンターREI』（きょうかがくハンターレイ）は、中里融司による日本のライトノベル。イラスト（キャラクターデザイン）は小畑健が担当。

## 作品概説
メディアワークスのライトノベル文庫レーベル電撃文庫より、1996年6月から1999年5月にかけて刊行された作品。本編第1部5巻、番外編1巻の全6巻で構成されている。
最後に出された番外編『EX1』は構想されていた第2部への橋渡し的なジャンクションストーリーであるが、結局のところ第2部は執筆される事なく著者の逝去もあって終焉を迎えた。主人公の過去とその決着を描いた第1部を基礎ストーリーと見た場合には完結しているが、前述の通り構想されていた第2部へのジャンクションストーリーが執筆されているため、そこを主眼に置いた場合には未完のままで絶筆された作品と取られる場合もある。なお、第2部の構想が頓挫した理由については、本作の作画者であった小畑が自身の別作品（『ヒカルの碁』『DEATH NOTE』『バクマン。』）のヒットによる多忙でそちらを優先し時間が取れなくなった上で、中里自身が小畑以外による作画を断固として納得しなかったため、と言われている。小畑自身にも本作第2部への意欲はあったものの連続ヒットで自身の多忙が落ち着く事なく、その前に中里が逝去してしまい、結果として実現が完全に不可能になった。
現実世界と同様の現代的科学技術水準を持っている現代を基準にしながら、その世界の裏では、錬金術的な個人の資質に非常に左右される科学再現性の無い、永久機関を初めとする神秘的な科学技術が闇の世界で確立されており、それらの成果に対して企業国家間でも表に見えない形で争奪を繰り返している、という設定の元で、そうした「裏の科学に翻弄される人々」による悲喜こもごもの「人間の業」を描き出している作品である。
なお、中里が以前に原作を提供した漫画作品『狂霊捜査官REIJI』（きょうれいそうさかんれいじ。作画担当・田中雅人。白泉社「月刊アニマルハウス」掲載）が本作のプロトタイプにあたる。なお、同作は作画を担当した田中の単独執筆作である『あぶない!ジャンクポリス』（白泉社ジェッツコミックスより刊行）第2巻の巻末に収録されている。

## あらすじ
永久機関、錬金術、そして不老不死。一般常識においては幻想に過ぎない異端科学が、闇の世界では現実として存在していた。ある者はそれを人類の英知として「秘宝科学」と呼び、またある者はそれを人類を狂わせる「狂科学」と呼んだ。
銀座の一等地でありながら目立たぬ落ち着いた場所に画廊を構える、甘味好きの洒脱な青年・姫城玲。一見すると温和な優男である玲だったが、実は彼には「狂科学」にまつわる悲壮なる過去と容赦しない激しい本性があった。それゆえに玲は「狂科学」を憎悪し、これを駆逐破壊する「狂科学ハンター」として、裏の世界に名を轟かせていた。
その一方、この日本には「狂科学」であっても、それを「人間の資産」として価値を認め国益のために集積管理するための国家組織があった。防衛庁戦史研究室・特命調査班。国家の長い歴史から「存在しない機関」（ブラック・ファクト）とされる彼らは立場の違いから玲と反目する事も多いものの、互いの目的のために共闘する事も多い間柄であった。
ところが、さらに別の場所で「狂科学」を求めて蠢く組織があった。多国籍企業ギア・グローバル社。彼らは古代ヨーロッパより続く国際的な思想集団「黄金の薔薇」の流れを組み「人間という種をさらなる高みに導く」事を目的に「手段として全世界の思想を掌握する」ため「狂科学」を「秘宝科学」と呼んで、長い歴史の中でその知恵を求め集積していた。
黄金の薔薇、戦史研、そして狂科学ハンター。それぞれに思想を違えながら、時に手を組み時に反目し、彼らは日常の裏で三つ巴のにらみ合いを続ける。その戦いの先に存在するものを目指して。

## 登場人物

### ギャラリー・HIME（狂科学ハンター）
姫城 玲（ひめのぎ れい）
本作の主人公。年齢不詳だが、見た目は19歳前後。「狂科学ハンター」としての姿は漆黒のブルゾンに姉の形見である長い純白のマフラーを纏う。指弾の要領で魔玉を打ち出す「魔玉操」を武器に戦う。また体内に生体元素転換炉を有し、冷気を操ることもでき、様々な魔玉の技に利用している。
その出自はかつて「黄金の薔薇」内でも天才と呼ばれた科学者、姫城正樹の息子であり、彼によって幼少期に人体改造・強化を受けている。
肉体改造の際、強大な潜在能力を目の当たりにし、それを恐れた姉・茉莉香によって安全装置としてもう一つの人格を設定され、戦闘力の大半はその人格が統べるように設定されている。純粋な怒りの感情においてのみ、その人格にスイッチングする。その際の人格は冷徹・冷酷であり、一切の容赦というものを知らない。また、通常の人格と比べても圧倒的な戦闘力を持つ。
作品開始当初は姉を間接的に殺害し、自らを苦しめた「異端科学」を「狂科学」と呼び、その存在のすべてを抹消するために戦っていたが、異端科学の一つである「人造人間」としての存在に「心」が宿っていることを知り、自らの在り方に疑問を抱くようになった。
表向きは「ギャラリー・HIME」を経営する若き画廊オーナー。自身の画廊が入ったビルのオーナーでもある。
素の性格はのんびりとしており、和菓子とお茶をこよなく愛する。
月形のことは暑苦しいので若干苦手に思っているが、桜に対してはしばしば姉の面影を重ねており、好意的。「子供が産めなくなったらどうしてくれるの!」と言う桜の台詞に、「僕が責任とるよ」とさらりと述べたりもしている。アリシアは「妹」と公言しており、家族同様に思っている。
アリシア・ピッコロミーニ
「ヴィクトルの遺産」と呼ばれる人造人間。ヴィクター・フランケンシュタインが作ったとされる人造人間の2号体。姓は自らに自我を与え、姉として振舞っていたレベッカ・ピッコロミーニから継いでいる。
元は暴走を怖れたヴィクターによって、人格の無いただの死体人形として作られていたが、のちにレベッカによって有機電子頭脳による人工知能を搭載され、「心」と「感情」を有した。
しかし感情と自身の能力を制御できず、怒りで自我を忘れて殺戮を繰り返し、その自分を恐れたことにより心を閉ざしていた。
人形として生きていこうと一度は決めたが、黄金の薔薇に捕らわれた際にリタに叱咤され、その後、玲の窮地に自らの意思で戦う事を決意する。
その体内で生成される特殊な血液には治癒効果があり、玲やリタの窮地をたびたび救った。
外見は金髪の幼い少女であるが、その実人間離れした（人造人間であるため当然ではあるが）膂力を有する。時々その事を忘れて玲に抱きつき、彼を悶絶させる。

### 防衛庁戦史研究室特命調査班（戦史研）
扇 桜（おうぎ さくら）
戦史研において若年ながら前線に立つ少女。自衛隊上での階級は、いちおう三佐という事になっている。
ただし見た目は中学生と言っても良い小柄さに加えて童顔、ショートのボブカットに、桜色のジャケットと黒のスパッツを愛用する。身長146cm、スリーサイズは87-53-89のトランジスタグラマー。二人姉妹の長女で、体型的にも性格的にも全く正反対の妹である桃がいる。
五色の飛剣を操り、五行風水の理を御する風水具現化の法を武器とし、物体の破壊やかく乱、支援を得意とする反面、接近戦や直接的な戦闘は苦手。
立場上、玲とは共闘することもあれば敵対することもあるが、本人は「玲くん」と気軽に彼のことを呼び、極力敵対は避けている。作中では最終巻まで描かれなかったが、玲とは相思相愛の様子。
良くも悪くも天真爛漫な性格で、シリーズ当初は望月室長に対して「おもしろけりゃいいんです」と発言するなど、若干任務意識的なものが抜けていた。
月形 剛史（つきがた たけし）
戦史研随一の剛の者で、桜とペアを組む怪力無双の偉丈夫。身長190cm、体重160kgの巨漢。
玲や桜のような飛び道具は扱わないが、持ち前の馬鹿力に加え、念力の一種である接触念動力と呼ばれる能力を持つ。その力は「触れたものであればどんな強固な物体でも破壊する」と豪語し、作中では90式戦車を破壊した罰で3か月の減俸処分を受けていた。
玲とは立場上折り合いが悪く、事ある毎に「あのガキ、ぶっ殺してやる！」と息巻いているが、結局うやむやのうちに共闘することが多い。
戦史研に入る前は警官であり、F兵器（人造人間）に対してすら現行犯の罪状を読み上げた上で投降の意思を確認するという、ややお茶目な面も（本人いわく「コレをやらんと落ち着かん」）。
主役級の扱いのはずなのだが、シリーズを通して裏方だったり、一人別行動をとっていたりといまいち存在感が薄い。桜の食事代を肩代わりしたり、戦史研メンバーが死亡したと言う偽情報に激怒したりと、義と情には厚い。
元々の作者のプロット案では、玲と組んで戦史研で戦う相棒だったとの事。
望月 千代（もちづき ちよ）
防衛庁自衛隊戦史研究室を指揮する室長。見た目は70近い老女だが、年齢に関係なく異性を惹き付ける摩訶不思議な女性。
桜や月形の直接の上司であり、血気盛んな二人を上手くコントロールする。
藤波 響（ふじなみ ひびき）
戦史研の一員で、桜の喧嘩友達。桜とは顔を付き合わせると口喧嘩が始まるが、お互いに「コミュニケーション」と認識している。
同じ戦史研メンバーの梶とは恋人同士。正面から戦うような戦力ではないが、望月の弟子の一人でもあり、呪術による後方支援などで月形・扇らをサポートする。
梶 健吾（かじ けんご）
戦史研の主要メンバー内では唯一、現代科学によるサポートをメインとする科学者。
戦史研に籍を置く身として、異端科学であっても「科学」と捉えるが、望月や響の呪術や桜の風水具現化といった能力は実在を認めるものの理解しかねている様子。
向井 昭吾（むかい しょうご）
防衛庁自衛隊戦史研究室の嘱託顧問。「向井提督」と（略して「提督」とも）通称される。戦時中においては旧帝国海軍技術研究所において技術中将の身にあった人物で、旧軍が内地において生み出した狂科学の遺産について詳しく、その知識のために顧問として迎えられている。戦時中にチョロまかした狂科学の影響で実年齢100歳以上にもかかわらず60歳代にしか見えない。
千代以外で戦史研メンバーににらみを利かせる事が出来る人物であるはずなのだが、本人がはめを外しているためいまいち威厳に欠ける人物。『EX1』では敗戦寸前のどさくさの果てにヤケクソで作り上げた上でバレないように隠匿した（開発がバレて敗戦の責任をひっかぶるのを恐れたため）バカ兵器の処理を桜と玲に依頼する。

### その他の仲間達
リタ・ヴァレリア
元々は「黄金の薔薇」の実戦実働部隊である「薔薇十字軍」で勇名を馳せた誇り高き戦士。その戦歴を表すかのごとく、褐色の肌をした全身には無数の傷跡がある。「閃光のリタ」の異名を持ち、腕に着けたリングと特殊なワイヤーを利用して空間歪曲を操る。
作中で幹部に捨て駒として扱われたことに激怒し、命よりも誇りの為に黄金の薔薇から離反した。
特殊プリオンの発動によって瀕死になるが、玲の第二人格によりプリオンを破壊され、九死に一生を得る。その後はハンバーガー屋でアルバイトをして生計を立てている。しかし借りを返すと言う名目で玲や桜のサポートに回ったり、自身前線で戦ったりと頼れる仲間となった。
アリシアに対しては出会った当初、人形として生きようとする彼女を叱咤し、また逆に自身の窮地を救われた為何かと気にかけている。
ハンバーガー屋での勤務態度はマニュアルには一応従っているものの、元来の地である「乱暴さ」が目立った接客になっており、本来なら解雇されてしまいそうなものだが、ある意味そのワイルドさが「看板娘」としてウケているらしく上手くいっている（それを見た桜は爆笑していた）。バイト先の同僚の女の子に大人気との事。
エワルド・S・フランケンシュタイン
アリシアの「兄」であり、かつて自らを放置して呪われた運命に追い込んだ造物主であるヴィクター・フランケンシュタインを破滅へと追い込んだ人造人間である「フランケンシュタインの怪物」。北極圏における造物主との対峙の果て、ヴィクター亡き後も生き延びてしまい、後に贖罪を求めて世界を放浪していた。最終決戦において「妹」であるアリシアを真に導くため、日本にやってくる。原作通りの高い知性を有し、贖罪を求める心は何者よりも高潔なる魂となって昇華され、本作登場人物の中でも、最も慈悲深い人格者となっている。

### 黄金の薔薇
高柳 征爾（たかやなぎ せいじ）
関東軍731部隊の生き残りで現在は「黄金の薔薇」の幹部。階級は伯爵。現在は黄金の薔薇の表向きの姿、複合企業「ギア・グローバル」の日本支部総支配人。
かつて1940年の第二次世界大戦最中に軍命でドイツ軍と共に行動し、その際に「ヴィクトルの遺産」の殺戮を目の当たりにし、異端科学者としてその性能に心を奪われたことから、人造人間の製造に血道を上げる。
自ら「出来損ない」と評する程度の性能の人造人間しか作れなかったが、自らの部下であったレベッカ・ピッコロミーニが「ヴィクトルの遺産」を保護していたことに気づき、脱走したレベッカとアリシアを執拗に追跡させ、レベッカを殺害、アリシアを捕らえる。
黄金の薔薇内部での階級を上げるために、捕らえたアリシアを手土産に「黄金の薔薇」本部へ向かうが、一度は追い返した玲と戦史研の共闘による追撃を受け、瀕死の状態にまで追い込まれた挙句、苦し紛れにオーギュストに救援を求めるも、私欲のみで動く姿勢を問われ見捨てられる。
最期は玲を道連れにしようとクルーザーを取り込み襲い掛かるが、菩薩翔の一撃をうけ、文字通り消滅した。
オーギュスト・ランジュバン
「黄金の薔薇」の幹部。階級は公爵。超科学を絶対視する組織にあって、自らは人間の可能性を信じており、他の幹部のように超科学兵器の所持や人体改造等は行っていない。それにもかかわらず、その剣技は超人的といえるレベルに達しており、戦闘時の実力は「黄金の薔薇」でもトップクラスに位置する。
黄金の薔薇という組織の創成期からの理念である、「異端科学は人類を幸福にする為のものである」という信念に基づいて行動しており、その為に私利私欲に溺れた幹部を粛清することすら厭わない。
後に姫城正樹によって、黄金の薔薇が理念から外れた道へと進もうとした際には自ら離反し、玲との共闘の道を選んだ。
ジェシカ・モレイ
「黄金の薔薇」の幹部。階級は公爵。
姫城 正樹（ひめのぎ まさき）
玲と茉莉香の父にして、「黄金の薔薇」に所属していた科学者。
姫城 茉莉香（ひめのぎ まりか）
玲の実姉。父、正樹と共に玲を改造した本人であり、玲の潜在能力を恐れてリミッターを掛けたのも彼女である。
作品中盤までは死亡したとされていたが、大公として登場し、玲の最大の敵となる。
レベッカ・ピッコロミーニ
高柳の部下の一人。茉莉香と共に玲を改造した研究員で、彼女とは友人同士でもあった。
「ヴィクトルの遺産」であるアリシアを発見・保護し、その頭脳に人工知能を搭載して心を与えた。
アリシアを娘か妹のように思っており（実際他の研究員や警備員には妹としていた）、高柳にアリシアが発見されるのを恐れて組織を離反、脱走する。
その際にPCネットワークに「ヴィクトルの遺産」の情報を流して撹乱し、玲と接触するが、組織の放った追っ手に撃たれて瀕死となる。
今際の際に玲にアリシアを託し、特殊プリオンの発動によって消滅する。
ウンスロ・ポガース
「黄金の薔薇」幹部の一人。階級は公爵。
テュルパン・ヴァイン
「黄金の薔薇」幹部の一人。階級は公爵。

ボルシコフ

タケル
オーギュストの元にいる少年の姿をした人造人間。動力はぜんまいだが、それによって体内の粒子加速器を稼働させて反物質を生成し、レールガンで発射するのを決め技として持つなど、驚異的な戦闘力を発揮する。素直で明朗快活な性格をしており、次第にアリシアと親しくなっていく。
モニカ
オーギュストに仕える自動人形のメイド。人造人間ではないため、タケルのような意志は無いはずだが、高度なプログラミングにより意志があるかのような反応を見せる時もある。

## プロトタイプ『狂霊捜査官REIJI』
前述の通りプロトタイプの漫画作品として田中雅人の作画による『狂霊捜査官REIJI』がある。『狂科学ハンターREI』とは以下の大まかな点が異なる。
- 主人公の名前は「楠 礼二（くすのき れいじ）」で戦史研所属（甘味好きや魔玉を武器とし、技に「紅蓮地獄」を持つ事は玲と共通する）。
- パートナーは警視庁捜査一課の刑事である月形剛（つきがた たけし）であり、捜査のために無理やり礼二と組まされる。
- 『REI』における扇桜に該当するヒロインが存在しない。味方側のヒロインとして鑑識所属となる婦警烏森なゆ美（からすもり なゆみ）が登場。
- 本作はラブコメや乱戦を主眼とした『REI』とは異なる、礼二と月形による「相棒（バディ）もの作品」として仕上がっている。
- 敵組織が「黄金の薔薇」ではなく「薔薇十字軍」となっている（上記の通り『REI』では「薔薇十字軍」は「黄金の薔薇」の実働私設軍隊の名称となっている）。
- 主人公である礼二に「能力分割統御のための第2人格」が存在せず「紅蓮地獄」が最大の技になっている。
- 戦史研は礼二が所属する組織として名前だけが登場し、他のメンバーの登場は無い。

## 既刊一覧

### 狂科学ハンターREI
- 中里融司（著）・小畑健（イラスト）、メディアワークス〈電撃文庫〉、全6巻
  - 『狂科学ハンターREI』、1996年6月25日初版発行（6月10日発売[3]）、ISBN 4-07-304763-9
  - 『狂科学ハンターREI2 ニコラ・ステラの塔』、1997年2月25日初版発行（2月10日発売[4]）、ISBN 4-07-305633-6
  - 『狂科学ハンターREI3 パラケルススの秘石』、1997年8月25日初版発行（8月10日発売[5]）、ISBN 4-07-306756-7
  - 『狂科学ハンターREI4 ハロルドの場（）』、1998年4月25日初版発行（4月10日発売[6]）、ISBN 4-07-308590-5
  - 『狂科学ハンターREI5 エディソンの交信機（）』、1999年1月25日初版発行（1月10日発売[7]）、ISBN 4-07-310798-4
  - 『狂科学ハンターREI EX1』、1999年5月25日初版発行（5月10日発売[8]）、ISBN 4-8402-1198-1

### 狂霊捜査官REIJI
- あぶない!ジャンクポリス 2 ISBN 4-59-213630-6（1992年9月 初版発行）巻末に収録